# Puszta

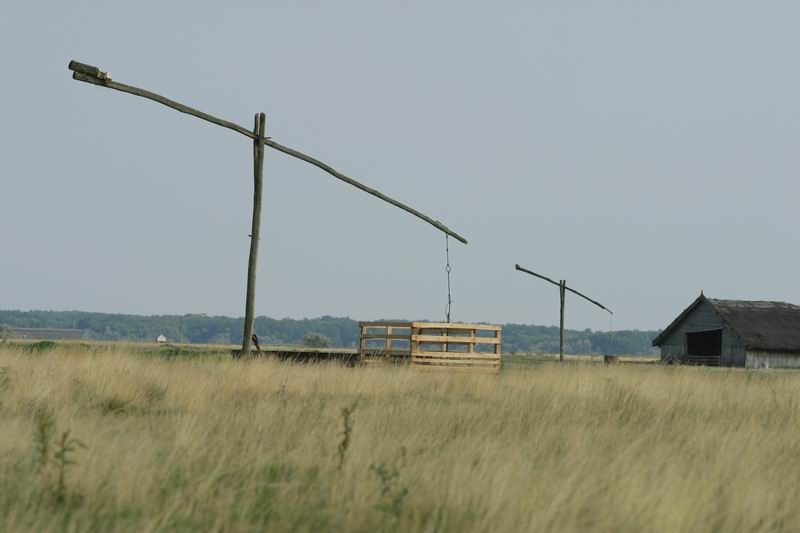
Típico poço na Puszta

Puszta é um conceito frequentemente associado à tradicional paisagem húngara. O termo significa "estepe", ou seja, uma terra onde a vegetação
predominante é de gramíneas, sem árvores e com alguns arbustos isolados ou em pequenos grupos. 
Com letra maiúscula e artigo definido, refere-se à parte plana do Alföld (a Grande Planície Húngara). Foi habitada originalmente por vaqueiros, pastores, e cuidadores de cavalos. Em 1999, O Puszta (ou Parque Nacional Hortobágy) foi classificado pela UNESCO como Patrimônio Mundial.
O substantivo origina-se do adjetivo de mesma forma, significando "despido, vazio, desolado".
Pode também referir-se a uma fazenda mais remota cercada por campos e, neste sentido, é parte de nomes de lugares. 